# Бондар Василь Трохимович
Бондар Василь Трохимович (*31 грудня 1923, с. Бурбине, Хорольський район, Лубенська округа, УСРР — 28 жовтня 1969, Харків, УРСР) — український поет і письменник.

## Біографія
Народився у с. Бурбине, тепер Семенівського району Полтавської області.
По закінченні школи вступив до Лубенського учительського інституту. Вчився в один час з Дмитром Мусієнком, майбутнім сценаристом, кінокритиком.
Після нападу Німеччини на Радянський Союз у липні 1941 перебував на спорудженні оборонних укріплень. Потрапив у полон до німців. Через деякий час вдалося втекти з табору.
Продовжив боротьбу з окупантами. В липні 1942 року потрапив в оточення, а потім до концтабору «Дахау» (Німеччина).
У травні 1945 звільнений військами Червоної Армії, повернувся на Батьківщину. Решту життя радянська влада постійно давала відчувати ставлення як до такого, що перебував у полоні та у концтаборі.
Закінчив Чернігівський учительський інститут, згодом екстерном — Львівський університет. Вчителював, був на журналістській роботі.
Жив у Харкові. Користувався великою пошаною серед літераторів Харкова.
За однією з версій його смерть була не випадковою Пізно ввечорі біля парка культури ім. Горького потрапив під трамвай, від чого в лікарні й помер. Поет Олекса Марченко був у нього в лікарні й стверджував, що Бондар дав зрозуміти, оскільки був у тяжкому стані, що його кадебісти кинули під трамвай.
Помер 24 жовтня 1969 року у Харкові, похований там само, на 13-му міському цвинтарі.

## Творчість
Почав друкуватися 1947 року.
1959 року вийшла перша збірка віршів поета «Маки на дроті», (помилково було надруковано «… на дроту»). Далі друкувались: повісті «Листя летить проти вітру» (1963), «Вільгельм Тель з-під Полтави», « Рідні пороги», збірка оповідань «Лебеді летять на південь» (1965), збірка «Поезії» (1968), «Зоре моя непогасная», «Сонце під хмарами» тощо.
Поезія В. Бондаря розповідає про героїчний опір і боротьбу в'язнів концтаборів, вона пройнята ідеєю солідарності борців-антифашистів.